# Jeux mondiaux militaires d'été de 2007
Les 4e Jeux mondiaux militaires se sont déroulés, du 14 au 21 octobre 2007, en Inde, dans les villes de Hyderabad et Andhra Pradesh.
Plus de 5 100 compétiteurs représentèrent 127 pays dans différentes disciplines.

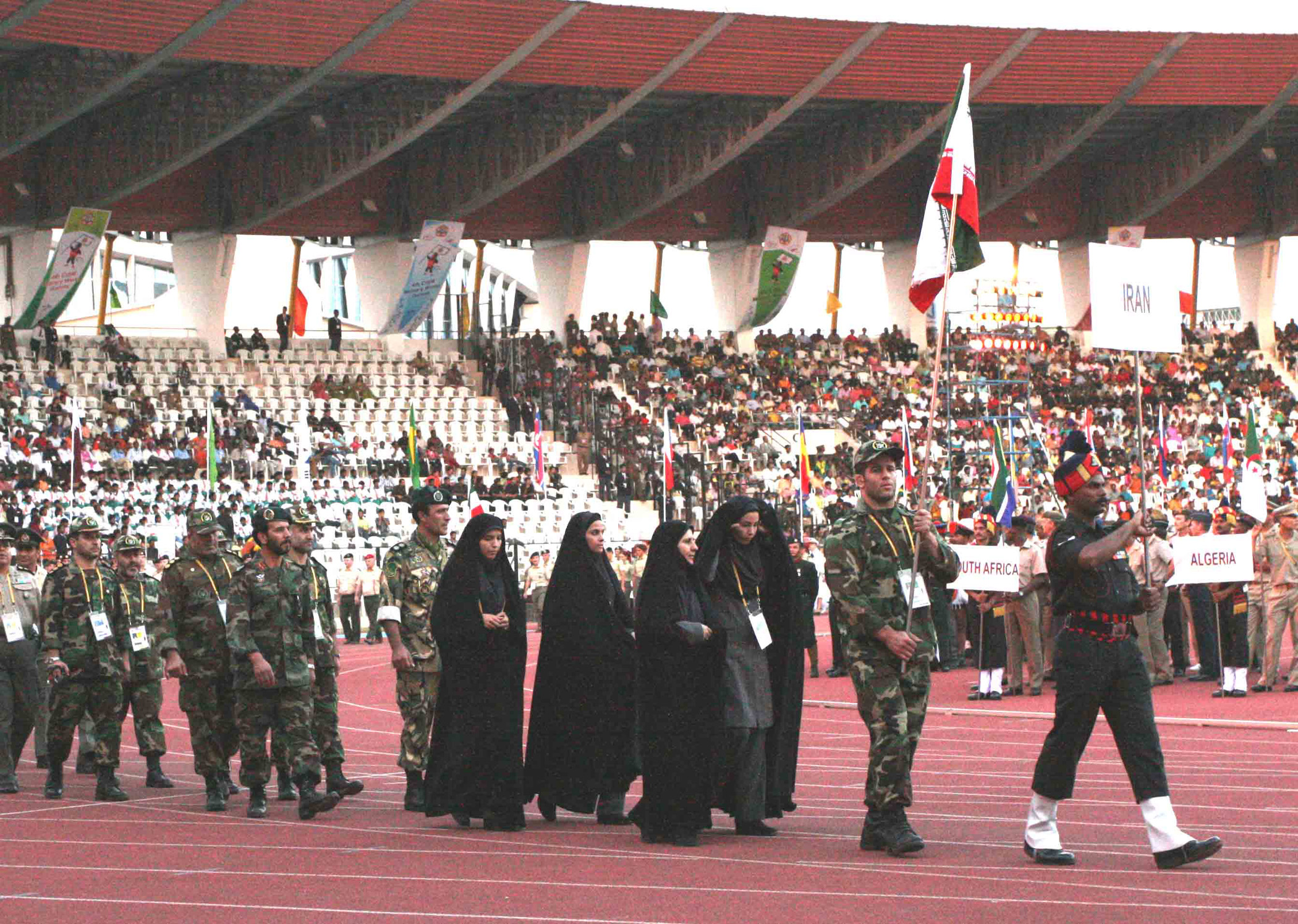
Cérémonie d'ouverture le 14 octobre 2007 : l'équipe iranienne

La torche des Jeux mondiaux militaires a entamé son périple le 4 août à Leh (Inde) pour atteindre les villes organisatrices.

## Tableau des médailles
Le bilan des médailles est :
| Place | Pays                | Médaille d'or | Médaille d'argent | Médaille de bronze | Total |
| ----- | ------------------- | ------------- | ----------------- | ------------------ | ----- |
| 1     | Russie              | 42            | 29                | 29                 | 100   |
| 2     | Chine               | 38            | 22                | 13                 | 73    |
| 3     | Allemagne           | 7             | 10                | 13                 | 30    |
| 4     | Italie              | 7             | 8                 | 14                 | 29    |
| 5     | Ukraine             | 5             | 6                 | 15                 | 26    |
| 6     | Kenya               | 5             | 5                 | 2                  | 12    |
| 7     | Ouzbékistan         | 5             | 2                 | 7                  | 14    |
| 8     | Pologne             | 4             | 5                 | 7                  | 16    |
| 9     | Slovénie            | 4             | 4                 | 1                  | 9     |
| 10    | Arabie saoudite     | 4             | 0                 | 1                  | 5     |
| 11    | Corée du Nord       | 3             | 8                 | 10                 | 21    |
| 12    | Grèce               | 3             | 5                 | 3                  | 11    |
| 13    | Turquie             | 3             | 2                 | 4                  | 9     |
| 14    | Biélorussie         | 2             | 10                | 11                 | 23    |
| 15    | États-Unis          | 2             | 6                 | 2                  | 10    |
| 16    | Corée du Sud        | 2             | 4                 | 7                  | 13    |
| 17    | Norvège             | 2             | 3                 | 0                  | 5     |
| 18    | Roumanie            | 2             | 2                 | 5                  | 9     |
| 19    | Autriche            | 2             | 1                 | 9                  | 12    |
| 20    | Inde                | 2             | 1                 | 7                  | 10    |
| 21    | Slovaquie           | 2             | 1                 | 1                  | 4     |
| 22    | Pays-Bas            | 2             | 0                 | 2                  | 4     |
| 23    | Belgique            | 2             | 0                 | 0                  | 2     |
| 24    | Qatar               | 1             | 2                 | 2                  | 5     |
| 25    | Soudan              | 1             | 1                 | 1                  | 3     |
| 26    | Maroc               | 1             | 1                 | 0                  | 2     |
| 27    | Sri Lanka           | 1             | 0                 | 1                  | 2     |
| 28    | Équateur            | 1             | 0                 | 0                  | 1     |
| 28    | Égypte              | 1             | 0                 | 0                  | 1     |
| 28    | Estonie             | 1             | 0                 | 0                  | 1     |
| 31    | Azerbaïdjan         | 0             | 3                 | 1                  | 4     |
| 32    | Iran                | 0             | 2                 | 2                  | 4     |
| 33    | Lettonie            | 0             | 2                 | 1                  | 3     |
| 33    | Brésil              | 0             | 2                 | 1                  | 3     |
| 33    | Finlande            | 0             | 2                 | 1                  | 3     |
| 36    | France              | 0             | 1                 | 5                  | 6     |
| 37    | Bahreïn             | 0             | 1                 | 3                  | 4     |
| 38    | Tchéquie            | 0             | 1                 | 2                  | 3     |
| 39    | Suisse              | 0             | 1                 | 1                  | 2     |
| 39    | Tunisie             | 0             | 1                 | 1                  | 2     |
| 41    | Bulgarie            | 0             | 1                 | 0                  | 1     |
| 41    | Cameroun            | 0             | 1                 | 0                  | 1     |
| 41    | Hongrie             | 0             | 1                 | 0                  | 1     |
| 44    | Lituanie            | 0             | 0                 | 6                  | 6     |
| 45    | Algérie             | 0             | 0                 | 4                  | 4     |
| 46    | Émirats arabes unis | 0             | 0                 | 2                  | 2     |
| 47    | Espagne             | 0             | 0                 | 1                  | 1     |
| 47    | Afghanistan         | 0             | 0                 | 1                  | 1     |
| 47    | Danemark            | 0             | 0                 | 1                  | 1     |

## Résultats par disciplines

### Boxe
| Médaille           | Nom              | Pays         |
| ------------------ | ---------------- | ------------ |
| Médaille d'or      | Gao Linag        | Chine        |
| Médaille d'argent  | Gu Seung Hyeok   | Corée du Sud |
| Médaille de bronze | Isakov Shahriyor | Ouzbékistan  |
| Médaille de bronze | Sergey Kazakov   | Russie       |

| Médaille           | Nom           | Pays         |
| ------------------ | ------------- | ------------ |
| Médaille d'or      | Gao Linzhi    | Chine        |
| Médaille d'argent  | John Franklin | États-Unis   |
| Médaille de bronze | H. K. Beliwal | Inde         |
| Médaille de bronze | Lee Dong Won  | Corée du Sud |

| Médaille           | Nom              | Pays          |
| ------------------ | ---------------- | ------------- |
| Médaille d'or      | P. Narjit Singh  | Inde          |
| Médaille d'argent  | Marcel Schneider | Allemagne     |
| Médaille de bronze | Jang Kwan Sik    | Corée du Sud  |
| Médaille de bronze | Chol Jin Ryom    | Corée du Nord |

| Médaille           | Nom             | Pays        |
| ------------------ | --------------- | ----------- |
| Médaille d'or      | U. Abdugaffor   | Ouzbékistan |
| Médaille d'argent  | Andrei Strelkov | Russie      |
| Médaille de bronze | Shili           | Tunisie     |
| Médaille de bronze | Gyravel Illya   | Ukraine     |

| Médaille           | Nom            | Pays          |
| ------------------ | -------------- | ------------- |
| Médaille d'or      | M. Bahodir     | Ouzbékistan   |
| Médaille d'argent  | Sandro Schaer  | Allemagne     |
| Médaille de bronze | Luca Melis     | Italie        |
| Médaille de bronze | Jong Hyon Wang | Corée du Nord |

| Médaille           | Nom             | Pays        |
| ------------------ | --------------- | ----------- |
| Médaille d'or      | A. Zubok        | Russie      |
| Médaille d'argent  | Y. Ramashkevich | Biélorussie |
| Médaille de bronze | M. Samuel       | États-Unis  |
| Médaille de bronze | Raju Satya      | Inde        |

| Médaille           | Nom            | Pays        |
| ------------------ | -------------- | ----------- |
| Médaille d'or      | H. Rawshan     | Ouzbékistan |
| Médaille d'argent  | Tofig Ahmadov  | Azerbaïdjan |
| Médaille de bronze | H. Sorensen    | Danemark    |
| Médaille de bronze | D. Bhagyarajan | Inde        |

| Médaille           | Nom              | Pays        |
| ------------------ | ---------------- | ----------- |
| Médaille d'or      | Danil Shved      | Russie      |
| Médaille d'argent  | Mikalai Vesialou | Biélorussie |
| Médaille de bronze | Stefan Haertel   | Allemagne   |
| Médaille de bronze | H. Sharof        | Ouzbékistan |

| Médaille           | Nom             | Pays        |
| ------------------ | --------------- | ----------- |
| Médaille d'or      | Sergeui Kovalev | Russie      |
| Médaille d'argent  | Aleh Dymkavets  | Biélorussie |
| Médaille de bronze | Thapa Mohinder  | Inde        |
| Médaille de bronze | B. Abdelhfid    | Algérie     |

| Médaille           | Nom              | Pays                |
| ------------------ | ---------------- | ------------------- |
| Médaille d'or      | G. Elyorbek      | Ouzbékistan         |
| Médaille d'argent  | Joe Guzman       | États-Unis          |
| Médaille de bronze | M. Magomedov     | Russie              |
| Médaille de bronze | Ibrahem Al Zaabi | Émirats arabes unis |

| Médaille           | Nom       | Pays       |
| ------------------ | --------- | ---------- |
| Médaille d'or      | S. Andrew | États-Unis |
| Médaille d'argent  | E. Teper  | Allemagne  |
| Médaille de bronze | S Pletosu | Russie     |
| Médaille de bronze | Benaissa  | Algérie    |

### Football
| Médaille           | Pays          |
| ------------------ | ------------- |
| Médaille d'or      | Égypte        |
| Médaille d'argent  | Cameroun      |
| Médaille de bronze | Corée du Nord |

| Médaille           | Pays          |
| ------------------ | ------------- |
| Médaille d'or      | Corée du Nord |
| Médaille d'argent  | Allemagne     |
| Médaille de bronze | France        |

### Handball
| Médaille           | Pays        |
| ------------------ | ----------- |
| Médaille d'or      | Biélorussie |
| Médaille d'argent  | Lettonie    |
| Médaille de bronze | Lituanie    |

### Judo
- Hommes

| Médaille           | Nom             | Pays          |
| ------------------ | --------------- | ------------- |
| Médaille d'or      | Evgeny Kudyakov | Russie        |
| Médaille d'argent  | Kim Kyong Jin   | Corée du Nord |
| Médaille de bronze | Albert Techov   | Lituanie      |
| Médaille de bronze | Sobirov Rishot  | Ouzbékistan   |

| Médaille           | Nom              | Pays      |
| ------------------ | ---------------- | --------- |
| Médaille d'or      | Adrian Kulisch   | Allemagne |
| Médaille d'argent  | Revazi Zintridis | Grèce     |
| Médaille de bronze | Alamus           | Chine     |
| Médaille de bronze | Hasan Yilmaz     | Turquie   |

| Médaille           | Nom               | Pays          |
| ------------------ | ----------------- | ------------- |
| Médaille d'or      | Koen Sleeckx      | Belgique      |
| Médaille d'argent  | Ji Seob Yoon      | Corée du Sud  |
| Médaille de bronze | Kim Chol Su       | Corée du Nord |
| Médaille de bronze | Alexander Burylov | Russie        |

| Médaille           | Nom                  | Pays     |
| ------------------ | -------------------- | -------- |
| Médaille d'or      | Guillaume Elmont     | Pays-Bas |
| Médaille d'argent  | Youseef Badra        | Tunisie  |
| Médaille de bronze | Florian Rinnerthaler | Autriche |
| Médaille de bronze | Antonio Ciano        | Italie   |

| Médaille           | Nom               | Pays        |
| ------------------ | ----------------- | ----------- |
| Médaille d'or      | Ilias Iliadis     | Grèce       |
| Médaille d'argent  | Sayidov Ramziddin | Ouzbékistan |
| Médaille de bronze | Lyes Bouyakoub    | Algérie     |
| Médaille de bronze | Hugo Pecanha      | Brésil      |

| Médaille           | Nom                 | Pays        |
| ------------------ | ------------------- | ----------- |
| Médaille d'or      | Utkir Kurbanov      | Ouzbékistan |
| Médaille d'argent  | Zoltan Palkovacs    | Slovaquie   |
| Médaille de bronze | Ihar Makarau        | Biélorussie |
| Médaille de bronze | Gianluca Giaccaglia | Italie      |

| Médaille           | Nom                    | Pays         |
| ------------------ | ---------------------- | ------------ |
| Médaille d'or      | Martin Padar           | Estonie      |
| Médaille d'argent  | Joao Gabriel Felizardo | Brésil       |
| Médaille de bronze | Fabien Hubert          | Allemagne    |
| Médaille de bronze | Sung Hyun Hong         | Corée du Sud |

- Femmes

| Médaille           | Nom                | Pays          |
| ------------------ | ------------------ | ------------- |
| Médaille d'or      | Feng Gao           | Chine         |
| Médaille d'argent  | Kim Song Kum       | Corée du Nord |
| Médaille de bronze | Volha Leshchanka   | Biélorussie   |
| Médaille de bronze | Liudmila Bogdanova | Russie        |

| Médaille           | Nom              | Pays          |
| ------------------ | ---------------- | ------------- |
| Médaille d'or      | Anna Kharitonova | Russie        |
| Médaille d'argent  | Wu Shugen        | Chine         |
| Médaille de bronze | Petra Steinbauer | Autriche      |
| Médaille de bronze | Hui Pak Myong    | Corée du Nord |

| Médaille           | Nom               | Pays     |
| ------------------ | ----------------- | -------- |
| Médaille d'or      | Sabrina Filzmoser | Autriche |
| Médaille d'argent  | Wang Hui          | Chine    |
| Médaille de bronze | Rosalba Forciniti | Italie   |
| Médaille de bronze | Barbara Letka     | Pologne  |

| Médaille           | Nom                 | Pays          |
| ------------------ | ------------------- | ------------- |
| Médaille d'or      | Deborah Gravenstijn | Pays-Bas      |
| Médaille d'argent  | Alina Pukhova       | Russie        |
| Médaille de bronze | Gao Mingming        | Chine         |
| Médaille de bronze | Hong Ok Song        | Corée du Nord |

| Médaille           | Nom               | Pays     |
| ------------------ | ----------------- | -------- |
| Médaille d'or      | Erica Barbieri    | Italie   |
| Médaille d'argent  | Liu Dan           | Chine    |
| Médaille de bronze | Danielle Vriezema | Pays-Bas |
| Médaille de bronze | Natalia Kazantsv  | Russie   |

| Médaille           | Nom             | Pays     |
| ------------------ | --------------- | -------- |
| Médaille d'or      | Flora Mhitaryan | Russie   |
| Médaille d'argent  | Yang Xiuli      | Chine    |
| Médaille de bronze | Gilda Rovere    | Italie   |
| Médaille de bronze | Sraka Rasa      | Slovénie |

| Médaille           | Nom              | Pays     |
| ------------------ | ---------------- | -------- |
| Médaille d'or      | Lucija Polavder  | Slovénie |
| Médaille d'argent  | Yan Sirui        | Chine    |
| Médaille de bronze | Anaid Mkhitaryan | Russie   |

- Résultats par équipes

| Médaille           | Pays        |
| ------------------ | ----------- |
| Médaille d'or      | Allemagne   |
| Médaille d'argent  | Russie      |
| Médaille de bronze | Biélorussie |
| Médaille de bronze | Iran        |

| Médaille           | Pays    |
| ------------------ | ------- |
| Médaille d'or      | Chine   |
| Médaille d'argent  | Italie  |
| Médaille de bronze | Pologne |
| Médaille de bronze | Russie  |

### Lutte
- Lutte libre

| Médaille           | Nom              | Pays         |
| ------------------ | ---------------- | ------------ |
| Médaille d'or      | Y Jae Hoon       | Corée du Sud |
| Médaille d'argent  | Gevork Markaryan | Ukraine      |
| Médaille de bronze | Karim Abdoul     | Afghanistan  |
| Médaille de bronze | A. Achilov       | Ouzbékistan  |

| Médaille           | Nom             | Pays          |
| ------------------ | --------------- | ------------- |
| Médaille d'or      | Alan Dudaev     | Russie        |
| Médaille d'argent  | Song Yang Chun  | Corée du Nord |
| Médaille de bronze | Pavel Hrybailau | Biélorussie   |
| Médaille de bronze | J. Young Ho     | Corée du Sud  |

| Médaille           | Nom          | Pays     |
| ------------------ | ------------ | -------- |
| Médaille d'or      | Khadzimurat  | Russie   |
| Médaille d'argent  | Daliri       | Iran     |
| Médaille de bronze | Recep Cakir  | Turquie  |
| Médaille de bronze | Mihai Stroia | Roumanie |

- Lutte gréco-romaine

| Médaille           | Nom          | Pays         |
| ------------------ | ------------ | ------------ |
| Médaille d'or      | P. Eun Chul  | Corée du Sud |
| Médaille d'argent  | Vugar Ragmov | Ukraine      |
| Médaille de bronze | M. Kazharski | Biélorussie  |
| Médaille de bronze | Nazir        | Russie       |

| Médaille           | Nom             | Pays         |
| ------------------ | --------------- | ------------ |
| Médaille d'or      | D. Viatches     | Russie       |
| Médaille d'argent  | Taleh Israfilov | Azerbaïdjan  |
| Médaille de bronze | K. Kun Hol      | Corée du Sud |
| Médaille de bronze | S. Liamutis     | Lituanie     |

| Médaille           | Nom             | Pays          |
| ------------------ | --------------- | ------------- |
| Médaille d'or      | Seregy          | Russie        |
| Médaille d'argent  | K. Kim          | Corée du Nord |
| Médaille de bronze | Elbrus Mammadov | Azerbaïdjan   |
| Médaille de bronze | K. Soo Min      | Corée du Sud  |

| Médaille           | Nom             | Pays    |
| ------------------ | --------------- | ------- |
| Médaille d'or      | V. Samyrgachev  | Russie  |
| Médaille d'argent  | Mehdi Mohammadi | Iran    |
| Médaille de bronze | J. Kwit         | Pologne |
| Médaille de bronze | Huseyin Akburu  | Turquie |

| Médaille           | Nom           | Pays        |
| ------------------ | ------------- | ----------- |
| Médaille d'or      | Alexey Mishin | Russie      |
| Médaille d'argent  | A. Baranouski | Biélorussie |
| Médaille de bronze | L. Vitaliy    | Ukraine     |
| Médaille de bronze | L. Adomaitis  | Lituanie    |

| Médaille           | Nom         | Pays     |
| ------------------ | ----------- | -------- |
| Médaille d'or      | Mehmet Ozal | Turquie  |
| Médaille d'argent  | K. Gergios  | Grèce    |
| Médaille de bronze | M. Ezerskis | Lituanie |
| Médaille de bronze | Khushto     | Russie   |

| Médaille           | Nom            | Pays        |
| ------------------ | -------------- | ----------- |
| Médaille d'or      | A. Anushin     | Russie      |
| Médaille d'argent  | I. Chugoshvili | Biélorussie |
| Médaille de bronze | L. Banak       | Pologne     |
| Médaille de bronze | K. Xenofon     | Grèce       |

### Natation
- Hommes

| Rang | Pays       | Nageur         |
| 1    | Russie     | Evgeny Lagunov |
| 2    | Russie     | Andrey Grechin |
| 3    | États-Unis | Joe Smutz      |
| ---- | ---------- | -------------- |

| Rang | Pays      | Nageur           |
| 1    | Russie    | Evgeny Lagunov   |
| 2    | Allemagne | Robert Koenneker |
| 3    | Allemagne | Stefan Herbst    |
| ---- | --------- | ---------------- |

| Rang | Pays      | Nageur                |
| 1    | Allemagne | Robert Koenneker      |
| 2    | Lettonie  | Romans Mlosavskis     |
| 3    | Roumanie  | Dragos Cristian Coman |
| ---- | --------- | --------------------- |

| Rang | Pays     | Nageur                |
| 1    | Russie   | Yuri Prilukov         |
| 2    | Grèce    | Gianniotis Spyridon   |
| 3    | Roumanie | Dragos Cristian Coman |
| ---- | -------- | --------------------- |

| Rang | Pays   | Nageur              |
| 1    | Grèce  | Gianniotis Spyridon |
| 2    | Russie | Yuri Prilukov       |
| 3    | Italie | Samuel Pizzetti     |
| ---- | ------ | ------------------- |

| Rang | Pays      | Nageur         |
| 1    | Slovaquie | Lubos Krizko   |
| 2    | Russie    | Evgeny Aleshin |
| 3    | Chine     | Tao Zhao       |
| ---- | --------- | -------------- |

| Rang | Pays   | Nageur           |
| 1    | Chine  | Tao Zhao         |
| 2    | Italie | Federico Turrini |
| 3    | Grèce  | Georgios Demetis |
| ---- | ------ | ---------------- |

| Rang | Pays    | Nageur        |
| 1    | Russie  | Grigory Falko |
| 2    | Ukraine | Oleh Lisohor  |
| 3    | Chine   | Huang Yunkun  |
| ---- | ------- | ------------- |

| Rang | Pays     | Nageur            |
| 1    | Autriche | Maxim Podoprigora |
| 2    | Russie   | Grigory Falko     |
| 3    | Ukraine  | Oleh Lisohor      |
| ---- | -------- | ----------------- |

| Rang | Pays    | Nageur           |
| 1    | Russie  | Nikolai Svortsov |
| 2    | Ukraine | Advena Serhiy    |
| 3    | Italie  | Paolo Villa      |
| ---- | ------- | ---------------- |

| Rang | Pays    | Nageur           |
| 1    | Russie  | Nikolai Svortsov |
| 2    | Ukraine | Advena Serhiy    |
| 3    | Italie  | Paolo Villa      |
| ---- | ------- | ---------------- |

| Rang | Pays   | Nageur        |
| 1    | Chine  | Tao Zhao      |
| 2    | Chine  | Qu'Jingyu     |
| 3    | Russie | Andrey Krilov |
| ---- | ------ | ------------- |

| Rang | Pays   | Nageur           |
| 1    | Italie | Federico Turrini |
| 2    | Russie | Andrey Krilov    |
| 3    | Chine  | Tao Zhao         |
| ---- | ------ | ---------------- |

| Rang | Pays      | Nageur                 |
| 1    | Slovaquie | Lubos Krizko           |
| 2    | Grèce     | Grigoriadis Aristeidis |
| 3    | Autriche  | Oliver Schmich         |
| 3    | Ukraine   | Andrii Oleinyk         |
| ---- | --------- | ---------------------- |

| Rang | Pays    | Nageur            |
| 1    | Ukraine | Oleh Lisohor      |
| 2    | Italie  | Alessandro Terrin |
| 3    | Chine   | Qu'Jingyu         |
| ---- | ------- | ----------------- |

| Rang | Pays      | Nageur              |
| 1    | Ukraine   | Brehus Serhii       |
| 2    | Russie    | Nikolay Svortsov    |
| 3    | Allemagne | Leif Marten Krueger |
| ---- | --------- | ------------------- |

| Médaille           | Pays      |
| ------------------ | --------- |
| Médaille d'or      | Russie    |
| Médaille d'argent  | Allemagne |
| Médaille de bronze | Ukraine   |

| Médaille           | Pays      |
| ------------------ | --------- |
| Médaille d'or      | Russie    |
| Médaille d'argent  | Allemagne |
| Médaille de bronze | Italie    |

| Médaille           | Pays      |
| ------------------ | --------- |
| Médaille d'or      | Russie    |
| Médaille d'argent  | Grèce     |
| Médaille de bronze | Allemagne |

- Femmes

| Rang | Pays        | Nageuse             |
| 1    | Chine       | Li Yang             |
| 2    | Allemagne   | Daniela Samulski    |
| 3    | Biélorussie | Sviatlana Khakhlova |
| ---- | ----------- | ------------------- |

| Rang | Pays      | Nageuse             |
| 1    | Allemagne | Daniela Samulski    |
| 2    | Roumanie  | Camelia Alina Potec |
| 3    | Autriche  | Birgit Koschischek  |
| ---- | --------- | ------------------- |

| Rang | Pays     | Nageuse             |
| 1    | Russie   | Daria               |
| 2    | Chine    | Xue Li              |
| 3    | Roumanie | Camelia Alina Potec |
| ---- | -------- | ------------------- |

| Rang | Pays     | Nageuse             |
| 1    | Roumanie | Camelia Alina Potec |
| 2    | Chine    | Xue Li              |
| 3    | Russie   | Darya               |
| ---- | -------- | ------------------- |

| Rang | Pays   | Nageuse         |
| 1    | Chine  | Li Yang         |
| 2    | Chine  | Xu Tianglongzi  |
| 3    | Russie | Anastasia Zueva |
| ---- | ------ | --------------- |

| Rang | Pays     | Nageuse             |
| 1    | Chine    | Xu Tianglongzi      |
| 2    | Russie   | Anastasia Zueva     |
| 3    | Roumanie | Camelia Alina Potec |
| ---- | -------- | ------------------- |

| Rang | Pays    | Nageuse          |
| 1    | Russie  | Elena Bogomazova |
| 2    | Chine   | Qi Hui           |
| 3    | Ukraine | Yuliya Pidlisna  |
| ---- | ------- | ---------------- |

| Rang | Pays    | Nageuse          |
| 1    | Chine   | Qi Hui           |
| 2    | Russie  | Elena Bogomazova |
| 3    | Ukraine | Yuliya Pidlisna  |
| ---- | ------- | ---------------- |

| Rang | Pays   | Nageuse          |
| 1    | Chine  | Zhou Yafei       |
| 2    | Russie | Irina Bespalova  |
| 3    | Russie | Natalia Sutygina |
| ---- | ------ | ---------------- |

| Rang | Pays   | Nageuse          |
| 1    | Italie | Francesca Segat  |
| 2    | Russie | Elena Bogomazova |
| 3    | Russie | Yuliya Pidlisna  |
| ---- | ------ | ---------------- |

| Rang | Pays   | Nageuse       |
| 1    | Russie | Daria         |
| 2    | Chine  | Yao Yu        |
| 3    | Russie | Olga Shulgina |
| ---- | ------ | ------------- |

| Rang | Pays   | Nageuse         |
| 1    | Chine  | Li Yang         |
| 2    | Chine  | Xu Tianglongzi  |
| 3    | Russie | Anastasia Zueva |
| ---- | ------ | --------------- |

| Rang | Pays    | Nageuse             |
| 1    | Russie  | Elena Bogomazova    |
| 2    | Chine   | Qi Hui              |
| 3    | Ukraine | Svitlana Bondarenko |
| ---- | ------- | ------------------- |

| Rang | Pays      | Nageuse           |
| 1    | Chine     | Zhou Yafei        |
| 2    | Allemagne | Daniela Samulski  |
| 3    | Russie    | Irina Bespalova   |
| 3    | Russie    | Vladykina Vasilis |
| ---- | --------- | ----------------- |

| Médaille           | Pays   |
| ------------------ | ------ |
| Médaille d'or      | Chine  |
| Médaille d'argent  | Russie |
| Médaille de bronze | Italie |

| Médaille           | Pays   |
| ------------------ | ------ |
| Médaille d'or      | Chine  |
| Médaille d'argent  | Russie |
| Médaille de bronze | Italie |

### Parachutisme
- Hommes

| Médaille           | Pays               |
| ------------------ | ------------------ |
| Médaille d'or      | Allemagne          |
| Médaille d'argent  | Slovénie           |
| Médaille de bronze | République tchèque |

| Médaille           | Pays       |
| ------------------ | ---------- |
| Médaille d'or      | Belgique   |
| Médaille d'argent  | États-Unis |
| Médaille de bronze | Suisse     |

| Médaille           | Pays               |
| ------------------ | ------------------ |
| Médaille d'or      | Allemagne          |
| Médaille d'argent  | République tchèque |
| Médaille de bronze | Russie             |

| Médaille           | Nom         | Pays               |
| ------------------ | ----------- | ------------------ |
| Médaille d'or      | D. Maksimov | Russie             |
| Médaille d'argent  | B. Erjavec  | Slovénie           |
| Médaille de bronze | J. Gecnuk   | République tchèque |

- Femmes

| Médaille           | Pays        |
| ------------------ | ----------- |
| Médaille d'or      | Russie      |
| Médaille d'argent  | Chine       |
| Médaille de bronze | Biélorussie |

| Médaille           | Pays       |
| ------------------ | ---------- |
| Médaille d'or      | États-Unis |
| Médaille d'argent  | Norvège    |
| Médaille de bronze | France     |

| Médaille           | Pays       |
| ------------------ | ---------- |
| Médaille d'or      | Russie     |
| Médaille d'argent  | États-Unis |
| Médaille de bronze | Chine      |

| Médaille           | Nom         | Pays     |
| ------------------ | ----------- | -------- |
| Médaille d'or      | O. Lepezina | Russie   |
| Médaille d'argent  | M. Sajovic  | Slovénie |
| Médaille de bronze | X. Ye       | Chine    |

### Pentathlonmilitaire
- Hommes

| Médaille           | Pays        |
| ------------------ | ----------- |
| Médaille d'or      | Chine       |
| Médaille d'argent  | Biélorussie |
| Médaille de bronze | Allemagne   |

| Médaille           | Pays          |
| ------------------ | ------------- |
| Médaille d'or      | Équateur      |
| Médaille d'argent  | Corée du Nord |
| Médaille de bronze | Turquie       |

| Médaille           | Nom         | Pays        |
| ------------------ | ----------- | ----------- |
| Médaille d'or      | M. Kanafin  | Biélorussie |
| Médaille d'argent  | Shiwei Yang | Chine       |
| Médaille de bronze | Shugan He   | Chine       |

- Femmes

| Médaille           | Pays          |
| ------------------ | ------------- |
| Médaille d'or      | Chine         |
| Médaille d'argent  | Corée du Nord |
| Médaille de bronze | Russie        |

| Médaille           | Pays    |
| ------------------ | ------- |
| Médaille d'or      | Russie  |
| Médaille d'argent  | Norvège |
| Médaille de bronze | Chine   |

| Médaille           | Nom            | Pays     |
| ------------------ | -------------- | -------- |
| Médaille d'or      | Kun Liu        | Chine    |
| Médaille d'argent  | Lei Wu         | Chine    |
| Médaille de bronze | A. S. Forssten | Finlande |

### Plongeon
- Hommes

| Médaille           | Nom          | Pays      |
| ------------------ | ------------ | --------- |
| Médaille d'or      | Li Shinxin   | Chine     |
| Médaille d'argent  | Zhang Xinhua | Chine     |
| Médaille de bronze | Sascha Klein | Allemagne |

| Médaille           | Nom           | Pays   |
| ------------------ | ------------- | ------ |
| Médaille d'or      | Peng Bo       | Chine  |
| Médaille d'argent  | Dmitry Sautin | Russie |
| Médaille de bronze | Zhang Xinhua  | Chine  |

| Médaille           | Nom                   | Pays          |
| ------------------ | --------------------- | ------------- |
| Médaille d'or      | Kim Chon Man          | Corée du Nord |
| Médaille d'argent  | Constantin Popovitchi | Roumanie      |
| Médaille de bronze | Alexey Kravchenko     | Russie        |

- Femmes

| Médaille           | Nom               | Pays          |
| ------------------ | ----------------- | ------------- |
| Médaille d'or      | Yang Yuting       | Chine         |
| Médaille d'argent  | Bazhina Nadezhada | Russie        |
| Médaille de bronze | Kim Ok Ju         | Corée du Nord |

| Médaille           | Nom             | Pays          |
| ------------------ | --------------- | ------------- |
| Médaille d'or      | Yulia Pakhalina | Russie        |
| Médaille d'argent  | Yang Yuting     | Chine         |
| Médaille de bronze | Kim Ok Ju       | Corée du Nord |

### Tir
- Hommes

| Rang | Pays    | Tireur         | Score |
| ---- | ------- | -------------- | ----- |
| 1    | Chine   | Liu Yadong     | 588   |
| 2    | Turquie | Yusuf Dikec    | 587   |
| 3    | Russie  | Alexey Proksik | 586   |

| Rang | Pays    | Tireur     | Points |
| ---- | ------- | ---------- | ------ |
| 1    | Chine   | Liu Yadong | 588    |
| 2    | Chine   | Zheng Gao  | 587    |
| 3    | Ukraine | O. Trachov | 585    |

| Rang | Pays     | Tireur      | Score |
| ---- | -------- | ----------- | ----- |
| 1    | Turquie  | Hakan Erdem | 587   |
| 2    | Norvège  | B. Vebjqrn  | 584   |
| 3    | Autriche | F. Thomas   | 582   |

| Rang | Pays     | Tireur          | Points |
| ---- | -------- | --------------- | ------ |
| 1    | Norvège  | W. Hans-Kristia | 571    |
| 2    | Russie   | Nikita Antonov  | 564    |
| 3    | Autriche | K. Florian      | 563    |

| Médaille           | Pays          |
| ------------------ | ------------- |
| Médaille d'or      | Russie        |
| Médaille d'argent  | Chine         |
| Médaille de bronze | Corée du Nord |

| Médaille           | Pays   |
| ------------------ | ------ |
| Médaille d'or      | Chine  |
| Médaille d'argent  | Inde   |
| Médaille de bronze | Russie |

| Médaille           | Pays     |
| ------------------ | -------- |
| Médaille d'or      | Russie   |
| Médaille d'argent  | Slovénie |
| Médaille de bronze | Autriche |

| Médaille           | Pays     |
| ------------------ | -------- |
| Médaille d'or      | Norvège  |
| Médaille d'argent  | Finlande |
| Médaille de bronze | Autriche |

- Femmes

| Rang | Pays      | Tireuse       | Score |
| ---- | --------- | ------------- | ----- |
| 1    | Chine     | Xiaoxu Ding   | 584   |
| 2    | Allemagne | D. Munkhbayar | 583   |
| 3    | Allemagne | M. Martin     | 580   |

| Rang | Pays  | Tireuse      | Points |
| ---- | ----- | ------------ | ------ |
| 1    | Chine | Yi Jiad      | 595    |
| 2    | Chine | Wen Yin      | 595    |
| 3    | Chine | Wan Xyangyan | 595    |

| Rang | Pays      | Tireuse      | Score |
| ---- | --------- | ------------ | ----- |
| 1    | Chine     | Wan Xyangyan | 587   |
| 2    | Chine     | Yi Jiad      | 584   |
| 3    | Allemagne | E. Friedel   | 582   |

| Rang | Pays        | Tireuse          | Points |
| ---- | ----------- | ---------------- | ------ |
| 1    | Russie      | G. Belyaeva      | 585    |
| 2    | Russie      | I. Dolgacheva    | 584    |
| 3    | Biélorussie | Z. Shapialevitch | 581    |

| Médaille           | Pays          |
| ------------------ | ------------- |
| Médaille d'or      | Chine         |
| Médaille d'argent  | Corée du Nord |
| Médaille de bronze | Biélorussie   |

| Médaille           | Pays         |
| ------------------ | ------------ |
| Médaille d'or      | Chine        |
| Médaille d'argent  | Corée du Sud |
| Médaille de bronze | Ukraine      |

| Médaille           | Pays    |
| ------------------ | ------- |
| Médaille d'or      | Chine   |
| Médaille d'argent  | Ukraine |
| Médaille de bronze | Russie  |

| Médaille           | Pays          |
| ------------------ | ------------- |
| Médaille d'or      | Corée du Nord |
| Médaille d'argent  | Biélorussie   |
| Médaille de bronze | Russie        |

### Triathlon
- Hommes

| Médaille           | Nom         | Pays     |
| ------------------ | ----------- | -------- |
| Médaille d'or      | G. Ferraro  | Italie   |
| Médaille d'argent  | I. Vasiliev | Russie   |
| Médaille de bronze | G. Andreas  | Autriche |

| Médaille           | Pays   |
| ------------------ | ------ |
| Médaille d'or      | Italie |
| Médaille d'argent  | Russie |
| Médaille de bronze | France |

- Femmes

| Médaille           | Nom             | Pays       |
| ------------------ | --------------- | ---------- |
| Médaille d'or      | Lin Xing        | Chine      |
| Médaille d'argent  | Justine Whipple | États-Unis |
| Médaille de bronze | E. Matviva      | Russie     |

| Médaille           | Pays   |
| ------------------ | ------ |
| Médaille d'or      | Chine  |
| Médaille d'argent  | Russie |
| Médaille de bronze | France |

### Voile
| Médaille           | Nom                                         | Pays    |
| ------------------ | ------------------------------------------- | ------- |
| Médaille d'or      | G. L. Yadav et R. Mahesh                    | Inde    |
| Médaille d'argent  | Nicolas Pauchet et Billy Besson             | France  |
| Médaille de bronze | G. C. Soto Loureiro et G. C. J. Medina Ruiz | Espagne |

### Volley-ball
| Médaille           | Pays         |
| ------------------ | ------------ |
| Médaille d'or      | Chine        |
| Médaille d'argent  | Corée du Sud |
| Médaille de bronze | Inde         |

| Médaille           | Pays          |
| ------------------ | ------------- |
| Médaille d'or      | Chine         |
| Médaille d'argent  | Corée du Nord |
| Médaille de bronze | Italie        |